# Le Journal intime d'une nonne
Pour les articles homonymes, voir Le Journal intime d'une nonne (homonymie).
Pour plus de détails, voir Fiche technique et Distribution.
Le Journal intime d'une nonne (Encrucijada para una monja) est un film italo-espagnol réalisé par Julio Buchs et sorti en 1967.

## Synopsis
Au Congo belge se produit une révolte de la tribu Simba, qui tuent tous les blancs qu'ils trouvent. Un groupe de religieuses missionnaires travaillant comme enseignante sur une petite mission dans la jungle, reste à l'écart du tumulte. Mais un jour, les Simba attaquent la mission, et le chef, un homme cruel et sans scrupules, viole Sœur Maria. De retour en Belgique, Maria découvre qu'elle est enceinte.

## Fiche technique
- Titre original espagnol : Encrucijada para una monja
- Titre italien : Violenza per una monaca[1]
- Titre français : Le Journal intime d'une nonne[2]
- Réalisateur : Julio Buchs
- Scénario : Federico de Urrutia, Manuel Sebares, Julio Buchs, José Luis Hernandez, Victor Auz
- Photographie : Gábor Pogány
- Montage : Gaby Peñalba
- Musique : Giovanni Fusco
- Décors : Piero Filippone
- Costumes : Marisa Crimi, Leon Revuelta
- Production : Solly-V. Bianco, Julian Esteban, José-Maria Reyzabal
- Sociétés de production : Filmes Cinematografica, Ízaro Films, Sargon Film
- Pays de production :  Italie -  Espagne
- Langue originale : espagnol
- Format : Couleur par Eastmancolor - 2,35:1 - Son mono - 35 mm
- Durée : 97 minutes
- Genre : Drame religieux
- Dates de sortie :
  - Espagne : 21 décembre 1967
  - Italie : 25 janvier 1968
  - France : 8 juillet 1970[2]

## Distribution
- Rosanna Schiaffino : Sœur Maria
- John Richardson : Dr. Pierre Lemmon
- Mara Cruz : Lisa
- Ángel Picazo : Frère Raymond
- Paloma Valdés  : Sœur Blanche
- Lilí Murati : Mare Claire
- Lex Monson : Nangu
- Margot Cottens : Madeleine
- Andrés Mejuto : Michel
- Wilhem P. Elie : Isaku
- Claudia Gravy : Yvonne
- Lorenzo Terzon : Jean
- María Fernanda Ladrón de Guevara : La Mère Supérieure
- Antonio Pica : Un fonctionnaire